# (2595) Gudiachvili
(2595) Gudiachvili est un astéroïde de la ceinture principale.

## Description
(2595) Gudiachvili est un astéroïde de la ceinture principale. Il fut découvert le 19 mai 1979 à La Silla par Richard M. West. Il présente une orbite caractérisée par un demi-grand axe de 2,78 UA, une excentricité de 0,15 et une inclinaison de 9,9° par rapport à l'écliptique.

## Compléments